# Prix littéraire Les Lauriers verts
Le prix littéraire Les Lauriers verts est un prix littéraire créé en 2003 par Gonzague Saint Bris, à l'occasion de la manifestation littéraire La Forêt des livres, soutenue par le Conseil général d'Indre-et-Loire.
Chaque année, le jury, composé de personnalités du monde littéraire, octroie le prix Les Lauriers verts dans diverses catégories.

## Historique
La première édition a réuni « 25 écrivains et 3 000 visiteurs ». Pour sa vingtième édition, en 2015, « 200 auteurs sont invités et devraient attirer près de 60 000 visiteurs ».
Dans son ouvrage Je n'ai pas encore le titre ; 50 ans d'édition, publié en 2017 chez Plon, Jean-Loup Chiflet écrit : « Le plus cocasse dans cette prestigieuse réunion, c'est la remise des prix littéraires « Les Lauriers verts de la forêt des livres ». Gonzague [Saint Bris], en fonction des écrivains présents et méritants, invente chaque année des prix différents. »
En 2017, l'édition est maintenue, malgré le décès quelques jours plus tôt de son créateur, Gonzague Saint Bris.

## Prix par années

### 2008
Quelques lauréats :
- prix de la meilleure biographie : Jacques Attali  pour Gandhi ou l'exil des humiliés (Fayard)
- prix de la meilleure nouvelle : Charles Aznavour pour son recueil Mon père ce géant (Raoul Breton)
- prix du traité de philosophie : Francis Lalanne  pour Mère patrie, planète mère (Pascal Petiot)
- prix de l'évasion : Patrick Poivre d'Arvor pour son roman Le Petit Prince du désert (Albin Michel).

### 2009
- Prix devoir de mémoire : Simone Veil pour Une vie (Stock)
- Prix jeune talent : Blandine de La Taille pour La Théâtralité dans le théâtre Yiddish (U. Paris VII)
- Prix recherche : Stéphanie Vincent pour L'Énigme de l'enluminure (Alan Sutton)
- Prix littérature : Bernard Giraudeaupour Cher amour (Metaillé)
- Prix femme de lettres : Irène Frain pour Les Naufragés de l'île Tromelin (Michel Lafon)
- Prix théâtre : René de Obaldia pour Nouveaux Impromptus (Grasset)
- Prix œuvre de bande dessinée : Moebius pour Le Chasseur déprimé (Stardom, Moebiusprod)
- Prix de la rentrée : Samuel Benchetrit pour Le Cœur en dehors (Grasset)
- Prix du roman : Patrick Poivre d'Arvor pour Fragment d'une femme perdue (Grasset)
- Prix du premier roman : Patrice Leconte pour Les Femmes à cheveux courts (Albin Michel)
- Prix écriture au féminin : Éliette Abécassis pour Sépharade (Albin Michel)
- Prix révélation : Alain Gordon Gentil pour Devina (Juilliard)
- Prix millésime : Jean Bardet pour Faim des mots (Glénat)
- Prix de la biographie : Alain Dejammet pour Paul-Louis Courier (Fayard)
- Prix évasion : Florence Arthaud pour Un vent de liberté (Flammarion)
- Prix document : Claude Sérillon pour Les Mots de l'actu (Marabout)
- Prix histoire : Agnès Michaux pour Le Témoin (Flammarion)
- Prix spiritualité : Françoise Bettencourt-Meyers pour Regard sur la Bible (Éditions de l'Œuvre)
- Prix vocation : William Leymergie pour Quand les grands étaient petits (Fayard)
- Prix esprit du sport : Nelson Monfort pour C'est à vous Nelson (Éditions du moment)
- Prix lutte contre l'illettrisme : Michel Pougeoise pour Dictionnaire poétique (Belin)
- Prix œuvre journalistique : Emmanuel de La Taille
- Prix autoportrait : Gérard Garouste pour L'Intranquille (L'Iconoclaste)
- Prix touraine : José Artur pour Au plaisir des autres (Michel Lafon)
- Prix auteurs indépendants : Félicien Le Sec pour Les arbres vous guident (Altissima)

### 2010
- Prix de l’œuvre : Jean d’Ormesson pour C’est une chose étrange à la fin que le monde (Robert Laffont)
- Prix de l’encyclopédie : Elizabeth Azoulay pour 100 000 ans de beauté (Gallimard)
- Prix de la rentrée : Thibault de Montaigu pour Les Grands Gestes la nuit (Fayard)
- Prix confession : Charles Aznavour pour À voix basse Don Quichotte
- Prix pertinence et impertinence : Éric Zemmour pour Mélancolie française (Fayard)
- Prix du premier roman : Hélène Grémillon pour Le Confident (Plon)
- Prix histoire : Franck Ferrand pour Les Fils de France (Flammarion)
- Prix Courteline : Jean-Jacques Debout pour Ma vie à dormir debout, (XO)
- Prix lutte contre l’illettrisme : Jean-Paul Mongin pour La Folle Journée du professeur Kant (Les petits Platons)
- Prix patrimoine littéraire : Jean-Pierre Guéno pour De Gaulle à Londres (Perrin)
- Prix autobiographie :Marisa Berenson pour Moments intimes (Calmann Levy)
- Prix économie nouvelle : Hervé Novelli pour L’Autoentrepreneur (Éditions du Rocher)
- Prix révélation : Adélaïde de Clermont-Tonnerre pour Fourrure (Stock)
- Prix nature et culture : Alain Baraton pour Je plante donc je suis (Grasset)
- Prix écrivain voyageur : Jean-Louis Gouraud pour La Terre vue de ma selle (Belin)
- Prix du romantisme : Patrick Poivre d'Arvor pour La Bretagne (Hugo & Cie)
- Prix langue française : François de Closets pour Zéro fautes, une passion française (Fayard)
- Prix du roman : Didier van Cauwelaert pour Les Témoins de la mariée (Albin Michel)
- Prix millésime : Jean-Luc Petitrenaud pour Mes envies de vivre (Fayard)
- Prix de l’esprit : Michel Fremder pour Pour l’amour
- Prix international : Marc Levy pour Le Voleur d’ombre (Robert Laffont)
- Prix poésie : Patrick de Carolis pour Refuge pour temps d’orage (Plon)
- Prix de l’imaginaire : Bernard Werber pour Le Miroir de Cassandre (Albin Michel)
- Prix de l’œuvre journalistique : Jean-Claude Narcy pour Une vie en direct (Jean-Claude Lattès)
- Prix de la BD : Vincent Pérez Tiburce Oger pour Forêts (Casterman)

### 2011
- Prix de l’autobiographie : Patricia Kaas pour L'Ombre de ma voix (Flammarion)
- Prix biographie : Francis Perrin pour Le Bouffon des rois (Plon)
- Prix de l’essai : Pierre-Olivier Sur pour Dans les yeux du bourreau (JC Lattès)
- Prix du premier roman : Myriam Thibault pour Orgueil et désir (Léo Scheer)
- Prix révélation : Bérangère de Bodinat pour Les Temps qui viennent (Pascal Galodé)
- Prix évasion : Sylvain Tesson pour Dans les forêts de Sibérie (Gallimard)
- Prix de la rentrée : Gilles Martin-Chauffier pour Paris en temps de paix (Grasset)
- Prix femmes de lettres : Françoise Chandernagor pour Les Enfants d'Alexandrie (Albin Michel)
- Prix de l’œuvre : Jean-Marie Rouart pour La Guerre amoureuse (Gallimard)
- Prix histoire : Gabriel de Broglie pour La Monarchie de Juillet (Fayard)
- Prix du roman : Didier Decoin pour Une Anglaise à bicyclette (Stock)
- Prix confession : Flavie Flament pour Les Chardons (Le Cherche midi)
- Prix millésime : Yannick Alléno pour Terroir parisien (Laymon)
- Prix de poésie : Prince Henrik de Danemark pour l'ensemble de son œuvre
- Prix auteurs indépendants : Nathalie Desperches-Boukhatem pour Reflets, visages et paysages de Touraine (La Gâtine)
- Prix économie nouvelle : Hervé Novelli, Arnaud Folch pour L'Auto-entrepreneur : Les Clés du succès (Le Rocher)
- Prix des forêts : Irène Frain pour La Forêt des 29 (Michel Lafon)
- Prix du sens : Boris Cyrulnik pour Mourir de dire : La Honte (Odile Jacob), Lauriers verts de La Forêt des livres
- Prix french légèreté : Bertrand de Saint-Vincent pour Tout Paris (Grasset)
- Prix de la caricature : Georges Wolinski pour La Sexualité des Français : De de Gaulle à Sarkozy (Drugstore)
- Prix instantané artistique : Nikos Aliagas pour Nikos now (Acanthe)
- Prix fiction : Richard Bohringer pour Les Nouveaux Contes de la cité perdue (Flammarion)
- Prix musique des mots : Barbara Hendricks pour Ma voie - Mémoires (Arènes)
- Prix histoire contemporaine : Diane Ducret pour Femmes de dictateur (Perrin)
- Prix aphorisme : Jean Hansmaennel pour Une goutte à la mer (Le Cherche midi)
- Prix République : Jean-Louis Debré et Philippe Lorin pour Les Présidents de la République (Gründ), Jean-Pierre Chevènement pour La France est-elle finie ? (Fayard)
- Hommage à l'éternelle jeunesse : Charles Aznavour pour D'une porte l'autre (Don Quichotte) et René de Obaldia pour La Jument du capitaine : Pensées, textes et répliques (Le Cherche midi)

### 2012
- Prix de l’œuvre : Jean-Marie Rouart pour Napoléon ou la destinée, Gallimard
- Prix de l’héroïne de roman : Valéry Giscard d'Estaing pour Mathilda, XO
- Prix autobiographie : Daniel Filipacchi pour Ceci n’est pas une autobiographie, Bernard Fixot
- Prix du roman : Jean-Christophe Rufin pour Le Grand Cœur, Gallimard
- Prix essai : Michel Rocard pour Mes points sur les i, Odile Jacob
- Prix des forêts : Didier Van Cauwelaertpour Le Journal intime d'un arbre, M. Lafon
- Prix de la rentrée : Florian Zeller pour La Jouissance, Gallimard
- Prix révélation : Stéphane Michaka pour Ciseaux, Fayard
- Prix confirmation : Anne Berest pour Les Patriarches, Grasset
- Prix du feuilleton : Nicolas d'Estienne d'Orves pour Les Fidélités successives, Albin Michel
- Prix de la biographie : G de Cortanze pour Pierre Benoit le romancier paradoxal, Albin Michel
- Prix Empire : Jean Tulard pour Dictionnaire amoureux de Napoléon, Plon
- Prix histoire : Lorànt Deutsch pour Métronome, Michel Lafon
- Prix de la critique : Claude Sérillon
- Prix de l'écrivain : Dominique Fernandez pour Transsibérien, Grasset
- Prix géopolitique : Hubert Védrine pour Dans la mêlée mondiale, Fayard
- Prix témoignage : Emmanuel de La Taille pour Esprit de famille et liberté de mouvement, Hugues de Chivre
- Prix millésime : Macha Méril pour En tête à tête avec Colette, Gründ
- Prix aphorisme : Philippe Chaboud pour Blog à part 2, Editions Lauconière
- Prix du libraire : Gérard Collard pour La Griffe noire, Libraire à Saint-Maur-des-Fossés
- Prix BD : Joseph Munoz pour Albert Camus, l'étranger, Futuropolis, Gallimard
- Prix du cœur : Gersende et Francis Perrin pour Louis, pas à pas, Jean-Claude Lattès
- Prix des indépendants : Nicole Voilhes pour Les Derniers Feux, In Octavo
- Prix document : Peter Silverman pour La Princesse perdue de Léonard de Vinci, Télémaque
- Prix interprétation : Jacques Weber pour Cyrano, ma vie dans la sienne, Stock
- Prix expression : Sarah Doraghi pour Là, tu dépasses les borgnes ! Et autres expressions détournées, First
- Prix patrimoine Benoît Abtey pour Don Juan de Tolède, mousquetaire du roi, Flammarion, groupe AlliAnz
- Prix de l’interview : Christian Panvert pour Journaliste à RTL
- Prix bonheur: Clémentine Célarié pour Les Amoureuses, Le Cherche midi

### 2013
Édition présidée par René de Obaldia, dont le sociologue Edgar Morin est l'invité d'honneur.
Lauréats 2013, dont :
- Prix du roman : Karine Tuil pour L'Invention de nos vies

### 2014
- Prix biographie : Dominique Bona pour Je suis fou de toi, Grasset
- Prix littérature: Claude Lanzmann pour  La Tombe du divin plongeur, Gallimard
- Prix de l’œuvre :  Per Wästberg pour l’ensemble de son œuvre
- Prix poète et vigneron : Henrik de Danemark pour Murmures de vent, Éditions du Félin
- Prix de l’histoire : Jean et Marie-José Tulard pour Napoléon et 40 millions de sujets, Tallandier
- Prix du roman : Emmanuel Carrère pour Le Royaume, P.O.L.
- Prix de la rentrée : David Foenkinos pour Charlotte, Gallimard
- Prix premier roman : Sylvie Le Bihan pour L’Autre, Seuil
- Prix talent : Alma Brami pour J’aurais dû apporter des fleurs, Mercure de France
- Prix révélation : Olivia Koudrine pour Barby Blue, Cherche Midi
- Prix passion : Yann Queffélec pour Désirables, Cherche Midi
- Prix confession dans l’histoire : Christine Orban pour Quel effet bizarre faites-vous sur mon cœur, Albin Michel
- Prix du chemin : Axel Kahn pour L’Homme, le libéralisme et le bien commun, Stock
- Prix jeunes o centre : Mathilde Gabory pour Le Casque victorieux (t. 1), Éditions Persée
- Prix du roman historique : Thibaut d'Anthonay pour Le Baron de beau soleil Albin Michel
- Prix femmes de lettres : Anny Duperey pour Le Poil et la Plume, Seuil
- Prix bande dessinée : Philippe Druillet pour Delirium, Les Arènes
- Prix de l’esprit : Jean-Pierre Marielle: pour Le Grand N’importe quoi, Calmann Lévy
- Prix autobiographie : Dominique Besnehard pour Casino d’hiver, Plon
- Prix musique des mots : Jean-Claude Casadesus: pour La Partition d’une vie, Ecriture-Belfond
- Prix poésie Alain Souchon
- Prix jeune poésie : Indila pour Mini World
- Prix humanitaire : Satya Oblette pour Une vie en mille morceaux, Fayard
- Prix des chefs millésime : Pierre Cagnaire pour Un principe d’émotions, éditions Argol
- Prix des chefs millésime : Guy Savoy pour Best of Guy Savoy, Alain Ducasse Formation
- Prix du bout du monde : Philippe Poupon pour Sur la route des pôles, Gallimard
- Prix grand public : Romain Sardou pour Fräulein France
- Prix des forêts : Paul Arnould: pour Au plaisir des forêts, Fayard
- Prix fidèle et rebelle : Alain de La Morandais pour Lettre ouverte aux fidèles et rebelles de l’Église
- Prix de la chronique : Anthony Palou remis par les Escales Littéraires
- Prix beauté : Hubert d’Ornano pour La Beauté en partage, Félix Tores
- Prix des auteurs indépendants : Rebecca Wengrow pour Trois Quarts d’heure d’éternité, Éditions Fortuna
- Prix polar : Guy Marchand pour Calme-toi Werther !, Éditions Neige
- Prix beaux livres made in France : Eugenia Grandchamp des Raux pour Danse, Éditions Gourcuff
- Prix spécial du jury : Michel Fremder pour Percuté par une étoile, éditions PC.
- Prix humour : Anne Roumanoff pour  Normal Ier, roi des français, Archipel

### 2015
Le prix fête sa « 20e édition. 200 auteurs sont invités et devraient attirer près de 60 000 visiteurs ».
- Prix devoir de mémoire : Francis Huster pour L’Énigme Stefan Zweig, Le Passeur
- Prix encre et écran : Claude Lelouch pour son adaptation des Misérables de Victor Hugo
- Prix polar : Christophe Lambert pour Le Juge, Plon
- Prix millésime : Périco Légasse pour Dictionnaire impertinent de la gastronomie, Bourin Éditeur
- Prix planète : Brice Lalonde pour la constance de son œuvre en faveur de l’environnement dans le monde
- Prix Europe : Valéry Giscard d'Estaing pour Europa, XO
- Prix diplomatie : Marc Lambron pour Trésors du Quai d’Orsay, Flammarion
- Prix femme de lettres : Tatiana de Rosnay pour Manderley for ever, Albin Michel
- Prix du roman : Éric-Emmanuel Schmitt pour La Nuit de feu Albin Michel
- Prix de l’esprit : Stéphane de Groodt pour Retour en Absurdie, Plon
- Prix du premier roman : Jacques Weber pour La Brûlure de l’été, Stock
- Prix plaisir de mémoire : Frédéric Mitterrand pour Une adolescence, Robert Laffont
- Prix Touraine : Patrick Poivre d'Arvor pour Un homme en fuite, Robert Laffont
- Prix de l’œuvre : Pierre Perret pour Mon almanach, Cherche midi
- Prix souvenir : Jean-Pierre Darroussin pour Et le souvenir que je garde au cœur, Fayard
- Prix autobiographie : Boris Cyrulnik pour Sauve-toi, la vie t’appelle, Les âmes blessées, Odile Jacob
- Prix de l’essai : Josyane Savigneau pour Philip Roth, Gallimard
- Prix document : Jean-Michel di Falco Léandri pour Le Livre noir de la condition des chrétiens dans le monde, XO
- Prix histoire : Marie-Christine de Kent pour La Reine des quatre royaumes, Télémaque
- Prix poésie : Francis Lalanne pour De mémoire amoureuse, Fortuna
- Prix bande dessinée : Milo  Manara pour l’ensemble de son œuvre et son dernier album : Le Caravage, t. 1: La Palette et l’épée, Glénat
- Prix condition féminine : Marina Carrère d'Encausse pour Une femme blessée, Anne Carrière
- Prix civilité : Julien Lepers pour Les mauvaises manières, ça suffit ! Michel Lafon
- Prix beaux Livres : Marisa Schiaparelli Berenson  pour Elsa Schiaparelli’s, Private Album, Double-Barrelled Books
- Prix création : Jacques Séguéla pour Coups de pub, Pygmalion
- Prix jeunes o centre : Jérémy Fel pour Les Loups à leur porte, Rivages
- Prix révélation : Sophie Daull pour Camille, mon envolée, Philippe Rey
- Prix de la rentrée : Christophe Boltanski pour La Cache, Stock
- Prix intergénération : Valérie Perrin pour Les Oubliés du dimanche, Albin Michel
- Prix auteur indépendant : Laurence Winthrop pour La Dame de la Chavonnière, La Baconnière
- Prix capitale : Jacques Pessis pour Fier d’être parisien, Ouest-France
- Prix humour : Gérald Dahan pour Tombe les masques, Max Milo
- Prix de l’exemple : Muriel Hermine pour Le Défi d’être soi terrain de sport, terrain de vie, Eyrolles
- Prix postérité : Florence Arthaud pour Cette nuit, la mer est noire, Arthaud. Un hommage lui est rendu lors de la remise des « Lauriers verts de la Forêt de Livres.
- Prix légende : Hugues Aufray pour l’ensemble de son œuvre écrite et discographique

### 2016
Quelques lauréats 2016 :
- Prix spécial : Renaud
- Prix autobiographie : Roman Polanski
- Prix humanité :  Michel Cymes
- Prix confession : Guillaume Durand

### 2017
L'édition 2017 est maintenue, malgré le décès quelques jours plus tôt de son créateur, Gonzague Saint Bris.